# 胡海昌
胡海昌（1928年4月25日—2011年2月21日），男，浙江杭州人，中国力学家，中国科学院院士。

## 生平
1928年4月25日，胡海昌出生于浙江省杭州市的知识分子家庭。后进入浙江大学土木工程系学习，师从物理学家钱令希，1950年毕业。
毕业后在中国科学院数学研究所从事研究工作，先后担任力学研究室研究人员、力学所助理研究员、副研究员、固体力学研究室主任，胡海昌就应周培源先生之邀给第一届力学专业的学生讲授弹性力学课。文化大革命中，胡海昌到位于河南驻马店的干校“接受再教育”。他不仅下地劳动，还利用業餘的祖传中医知識，当起了“赤脚医生”。因为为人随和，他被“同学”们亲切地称为“胡老二”。
1979年，力学专业经过文革的折腾在汉中待了十年后。回鍋兼任北京大学和浙江大学物理系教授。1981年，当选为中国科学院数理学部院士。2011年逝世于北京，享年81岁。

## 社会兼职
1986年至1990年，担任中国力学学会第三届副理事长。1986年，担任中国振动工程学会理事长。

## 学术贡献
胡海昌是力学中“胡-鹫津原理”（英语：Hu Washizu principle）的创立者，该定理以胡海昌和日本力学家鹫津久一郎（1921年－1981年）的名字命名。